# Marco Antônio Matos
Marco Antônio Siqueira de Mattos (Barretos, 27 de junho de 1938 - Pitangueiras, 15 de fevereiro de 2004) foi um locutor esportivo de rádio e TV brasileiro.

## Biografia
Marco Antonio fez história na Rádio Nacional de São Paulo e na Rede Bandeirantes.
No rádio foi brilhante ao lado de Pedro Luiz e Mário Moraes, emprestou sua voz a emissoras de Franca e Campinas e da capital: Piratininga, Gazeta e Capital.
A partir da década de 80 compõe na TV a equipe de esportes lideradas por Luciano do Valle no Show do Esporte. No voleibol onde criou bordões, frases e apelidos inesquecíveis nas épicas transmissões de voleibol da emissora ao lado do comentarista Paulo Sevciuc ou como é conhecido Paulo Russo, ex-voleibolista e ex-treinador.
Com seu carisma foi se consagrando pelo seu público como extraordinário narrador esportivo de rádio e TV, fazendo cobertura de Copas e Olimpíadas, mas eternizou-se como a grande voz do vôlei na televisão, com frases, bordões e apelidos, entre eles "Gilsão Mão de Pilão", "wow, Ana Moser!" e "afunda, afunda! Afundou!".
Na virada do século, concluiu seu contrato na Rede Bandeirantes, quando seu esporte foi assumido pela empresa Traffic e mudou-se para a Rede Vida, em São José do Rio Preto, onde narrava campeonatos das divisões inferiores de São Paulo e era a voz-padrão de chamadas e vinhetas. Faleceu quando iria a Ribeirão Preto, em um domingo de muita chuva onde narraria um jogo em sua Barretos, jogo este não realizado justamente por causa da chuva. Naquela noite de domingo, 15 de fevereiro de 2004, no km 376 da Rodovia Armando Sales Oliveira, entre Bebedouro e Pitangueiras (interior de São Paulo), o Santana do locutor bateu frontalmente contra um Logus, conduzido por José Pereira, 51 anos, que também faleceu.
Marco Antônio Mattos deixou sua esposa Célia Maria e três filhos, Anna Célia, Marcus Vinicius e Patricia Maria e duas netas Leticia e Laura.